# Fellows (Kalifornija)
Fellows je naseljeno područje za statističke svrhe u američkoj saveznoj državi Kalifornija. Prema popisu stanovništva iz 2010. u njemu je živjelo 106 stanovnika.